# Cold Meat Industry
Cold Meat Industry (сокр. CMI) — шведский независимый лейбл звукозаписи, основанный музыкантом Роджером Кармаником в 1987 году, и специализирующийся на таких музыкальных направлениях, как индастриал, дарк-эмбиент, неофолк и нойз. Впоследствии Кармаником были созданы ещё несколько дочерних лейблов (Anarchy + Violence, Cruel Moon International, Death Factory, Pain In Progress, Sound Source), каждый из которых должен был заниматься изданием отдельных жанров «тёмной музыки».
CMI известен характерным звучанием своих групп, варьирующимся, в основном, от дарк-эмбиента и индастриала до средневековой музыки и неоклассики со значительной долей электронной музыки. Он признаётся одним из самых влиятельных лейблов на постиндустриальной и дарк-эмбиентной сцене. При этом значительная доля исполнителей, издававшихся лейблом, оказала влияние на формирование «тёмной музыки» в конце 20 века. Петер Андерсон, уже будучи известным музыкантом, в интервью заявлял, что «создание CMI послужило толчком к событиям, произошедшим на мировой индастриал-сцене, возможно, это стало самым важным событием всего движения».

## История
В 80-е годы в шведском городе Линчёпинге существовало множество андеграундных групп, исполнявших музыку, относившуюся к различным течениям индастриала. Именно их обилие и невозможность заключения контрактов с крупными фирмами и обусловили появление нового лейбла, ориентированного, в первую очередь, на подобные группы. Название для молодой компании было позаимствовано из фильма ужасов группой Njurmännen, в которой начинал свою карьеру Петер Андерсон, позже ставший известным благодаря собственному проекту под названием Deutsch Nepal (во многом как раз и благодаря CMI). Именно Андерсон и посоветовал своему другу Карманику основать свой собственный музыкальный лейбл (иногда Андерсон ошибочно указывается как сооснователь). Сам Карманик к тому времени уже успел получить некоторую известность на андеграунд-сцене, выпустив в середине восьмидесятых несколько аудиокассет в рамках своих проектов Enhänta Bödlar и Lille Roger. И в 1987 году он создал свой лейбл.
Участие в деятельности подобной фирмы не было для Карманика чем-то новым, так как в 1982—1983 годах он работал на шведском лейбле Selbstmord Organisation, где занимался вопросами реализации аудиокассет и виниловых пластинок. Таким образом, по его словам, создав лейбл, он получил возможность без каких-либо препятствий издавать свою собственную музыку и обрёл полную свободу как творческая личность. Как позже в одном из своих интервью пояснял Карманик, в начале 80-х он пережил неудачу, работая с другими музыкантами в рамках своего первого проекта, поэтому в 1984 году будущий глава CMI создал исключительно свой музыкальный проект Lille Roger. Когда музыкант почувствовал, что лишь написания музыки ему недостаточно, то занялся созданием лейбла для её издания. Однако, вскоре поняв, что писать музыку ему всё же интереснее, Карманик создал ещё один свой музыкальный проект, из которого в дальнейшем «вырос» Brighter Death Now. Первое время лейбл мало походил на профессиональную компанию, поскольку в основном занимался изданием релизов друзей Карманика (проекты In Slaughter Natives, Memorandum и другие). Он сам позднее признался, что выпущенный тогда материал «буквально вонял».
В течение нескольких последующих лет CMI породил несколько узкоспециализированных дочерних лейблов: Sound Source, занимавшийся выпуском дебютных кассетных альбомов малоизвестных на тот момент команд (Morthound, Archon Satani) и просуществовавший всего пару лет (1991—1992); Cruel Moon International, созданный для подписания нескандинавских исполнителей, и занимавшийся группами, чьё творчество было посвящено различным древним и эзотерическим темам (Ataraxia, Cernunnos Woods и т. д.). Карманик рассматривал Cruel Moon International как возможность расширить список исполнителей своего основного лейбла за счёт иностранных групп, соответствующих довольно высоким, установленным самим Кармаником стандартам. Ещё одним дочерним лейблом стал Death Factory, охватывавший весьма экстремальные электронные релизы таких групп как, например, Sutcliffe Jügend и Slogun. Впоследствии сам же Карманик описывал Death Factory как лейбл для зарубежных групп, а Cruel Moon — для «древней, прогрессивной, эмбиентной и средневековой музыки».
Иногда в дочерние лейблы CMI ошибочно записывают и Secula Delenda (как якобы созданный для издания блэк-метала), но Карманик отрицает свою причастность к этой фирме, заявляя, что «они лишь использовали его почтовый ящик». В середине 90-х он говорил, что ему «не известен создатель этого лейбла», но как он сам впоследствии признался, Secula Delenda был создан одним из сотрудников Карманика в непростой период его (Карманика) жизни, когда ему очень нужна была помощь в работе лейбла и они просто помогли друг другу.
В феврале 2014 года Карманик опубликовал в социальной сети Facebook сообщение о закрытии лейбла, в котором он объяснял свой шаг «глубокой депрессией, алкоголизмом и страданиями».

## Политика издания
Музыка, издаваемая лейблом, определялась, в первую очередь, предпочтениями самого Карманика, изменяясь соответственно его вкусам с течением времени. Так, если в начале своего существования CMI занимался изданием, в основном, индастриала и нойза (Карманик описывал издаваемую музыку как Death Ambient Industrial music), то затем в списке релизов компании постепенно появлялись и более эмбиентные работы, и даже симфоническая музыка с оркестровыми семплами. К концу 90-х CMI издал и несколько альбомов в жанре блэк-метал, а в 2000 году Карманик заявил о желании выпустить ещё несколько метал-релизов. Тем не менее, тогда же Карманик довольно негативно отзывался о смешении индастриал-эмбиентной сцены с метал-сценой, называя получившуюся музыку «более трагичной, нежели слушабельной».
Что касается критериев отбора групп для издания, то Карманик, в первую очередь, отмечал необходимость «какой-либо новизны» или «провокативности в мире тёмной и прекрасной музыки» в творчестве проекта/команды или, по крайней мере, чего-то отличного от творчества остальных музыкальных коллективов. Кроме того, он предпочитал, чтобы группы были не слишком известными. Также во взаимодействии лейбла и различных проектов, по признанию самого Карманика, большую роль играло и личностные характеристики самих музыкантов. В 1996 году Карманик говорил, что не может допустить присутствия каких-либо «засранцев» на своём лейбле, поскольку он категорически не может работать с подобным типом людей, но вместе с тем подчёркивал, что далеко не всегда можно понять сущность человека до начала совместной работы с ним. Андерсон в одном из интервью рассказывал, что Карманик предпочитает иметь дело с «хорошими людьми, не создающими идеальную музыку», чем с «засранцами, творящими фантастическую музыку». По его словам, несколько раз Карманик отказывался выпускать материал довольно известных групп.

## Музыка
Джейси Смит охарактеризовал музыку, издаваемую CMI, как «могильно-прекрасную, своими звуками вызывающую смятение», при этом, по мнению критика, она производит нежное и «дьявольское» впечатление, но в то же время и утончённое, и развращённое. Также он назвал лейбл «своеобразным котлом идей, в котором смешиваются тени, грусть, агония, страх». По его мнению, «он объединил кинематографичные откровения в стиле Босха, изрыгаемые In Slaughter Natives; иссушающие душу величие горести и растоптанная надежда, воспеваемые Raison d’être; гипнотические, ритмически аддиктивные, скользкие семплы и параноидальные синтезаторные проигрыши Deutsch Nepal; укусы хлёсткого фетишизма, семя и кровь апокалиптического фолка Ordo Rosarius Equilibrio; пульсацию дисторшна и ужасающие семплы, извлекаемые любимцами Сатаны, раскрашенными под демонов Mz.412; трансцендентальный сплав готической, индустриальной и экспериментальной музыки от Sanctum; блеск Ренессанса от Arcana»; и всё это прекрасно сочетается с «собственными звуковыми, в высшей степени извращёнными и садистскими, изысканиями самого Карманика» в рамках его проектов Lille Roger и Brighter Death Now.
Позднее российский журнал «Fакел» писал, что «стилистически их музыка варьируется от готики до изоляционизма, от фолка до экстремального нойза», отмечая при этом, что «у них у всех есть одна общая черта — непоколебимый нордический дух, апокалиптической одержимостью и патологической мрачностью которого пропитано каждое мгновение». Однако, сам Карманик ранее в интервью заявлял, что ненавидит готику (Mission, Fields of the Nephilim) и всю эту «немецкую ерунду», так как «от неё ему плохо».
В тот же период шведский актёр, художник и музыкальный критик Ханс Стернудд отмечал в музыке CMI, в первую очередь, «экстремальную физическую силу, выделяющую эту музыку, так же как татуировки выделяют членов определённого сообщества». Анализируя дискуссию о терактах 11 сентября участников новостной группы, посвящённой CMI, Стернудд указывал, что для поклонников подобной музыки характерно доминирование идеологических и религиозных образов объекта над его реальным значением. Так, физическое воздействие звука, который иногда даже трудно категоризировать (по крайней мере для неподготовленного человека), воспринимается слушателем как непосредственное воздействие на его различные органы чувств, что создаёт ощущения воздействия как близкое к реальному, а в сочетании с визуальной составляющей это способно создать для него нечто сродни реальности.

## Оформление релизов
Благодаря подбору исполнителей весьма специфичных жанров CMI и сам приобрёл известность как издатель весьма необычной музыки. Оформление релизов специально выполнялось в таких тонах, чтобы помочь слушателю настроиться на соответствующий лад, зачастую включая в себя различные элементы древности и замысловатые надписи, выполненные на пергаменте. На обложках релизов изображались заброшенные руины, различные ландшафты, размытые статуи, горящие церкви и даже загадочный металлический символ на чёрном фоне, что способствовало формированию целостного восприятия продукта, основой которого оставалась музыка.
Стернудд подчёркивал, что с точки зрения визуального оформления акцент зачастую делался на экспрессию, для чего изображались различные военные сцены, разделочные столы или места, где были совершены убийства. Символы и прочие визуальные элементы (фотографии, шрифты и т. д.) зачастую выполнялись в виде рун, нацистских (или других политических движений экстремального толка) символов, но наряду с этим использовались и готические или романтические образы. С идеологической точки зрения тут довольно сложно было выделить какую-то конкретную черту, поскольку в рамках одной и той же сцены уживались как сатанисты (Mz.412), так и христиане (Mental Destruction). Тем не менее наблюдалось тяготение к чему-то экстремальному и провокационному. В первую очередь, это относилось к группам жанра пауэр-электроникс, у которых иногда используются видео- и аудиосемплы, так или иначе связанные с террористическими актами или актами насилия. Политические взгляды этих групп охватывают порой весь спектр возможных направлений, начиная с нигилизма и заканчивая всевозможными видами экстремизма. Среди музыкантов нередким явлением было и использование «культурного терроризма» как рекуррентного концепта.
До конца 90-х оформлением релизов занимался сам Карманик. Отвечая на вопрос интервьюера, он признал, что использовал в своих записях «некоторый педофильский контент», но при этом заявил, что никогда бы не использовал подобные приёмы для оформления обложек релизов. К 2006 году созданием большинства обложек стал заниматься художник и фотограф Мартин Пелс. В 2004—2005 годах два релиза лейбла оформил и Стернудд.

## Исполнители
| Исполнитель/группа        | Год выпуска первого релиза | Год выпуска последнего релиза | Количество релизов |
| ------------------------- | -------------------------- | ----------------------------- | ------------------ |
| Aghast                    | 1995                       | 1995                          | 1                  |
| All My Faith Lost…        | 2005                       | 2007                          | 2                  |
| Anenzephalia              | 2001                       | 2001                          | 1                  |
| Apatheia                  | 2009                       | 2009                          | 1                  |
| Arcana                    | 1996                       | 2002                          | 7                  |
| Archon Satani             | 1991                       | 2002                          | 3                  |
| Ataraxia                  | 1998                       | 2006                          | 6                  |
| Atomine Elektrine         | 1995                       | 1995                          | 1                  |
| Beyond Sensory Experience | 2005                       | 2008                          | 3                  |
| Blood Axis                | 1998                       | 1998                          | 1                  |
| Bomb The Daynursery       | 1988                       | 2003                          | 2                  |
| Cernunnos Woods           | 1996                       | 1996                          | 1                  |
| Cintecele Diavolui        | 1998                       | 1998                          | 1                  |
| ConSono                   | 1991                       | 1995                          | 2                  |
| Coph Nia                  | 2000                       | 2007                          | 5                  |
| Dawn & Dusk Entwined      | 2007                       | 2008                          | 2                  |
| Decadence                 | 2005                       | 2005                          | 1                  |
| Desiderii Marginis        | 1997                       | 2007                          | 5                  |
| Deutsch Nepal             | 1991                       | 2008                          | 5                  |
| Die Weisse Rose           | 2009                       | 2009                          | 1                  |
| Eldar                     | 2009                       | 2010                          | 2                  |
| En Halvkokt I Folie       | 1992                       | 1992                          | 1                  |
| Folkstorm                 | 2002                       | 2002                          | 1                  |
| Foundation Hope           | 2006                       | 2008                          | 2                  |
| :Golgatha:                | 2007                       | 2008                          | 2                  |
| Gothica                   | 2000                       | 2003                          | 2                  |
| Heid                      | 2002                       | 2002                          | 1                  |
| In Blind Embrace          | 1996                       | 1996                          | 1                  |
| In Slaughter Natives      | 1989                       | 2004                          | 7                  |
| Inanna                    | 1992                       | 1992                          | 1                  |
| Institut                  | 2000                       | 2005                          | 4                  |
| Iron Justice              | 1999                       | 2000                          | 2                  |
| IRM                       | 1999                       | 2010                          | 5                  |
| Karjalan Sissit           | 2002                       | 2002                          | 1                  |
| L.E.A.K.                  | 2001                       | 2001                          | 1                  |
| Letum                     | 2001                       | 2006                          | 2                  |
| Lille Roger               | 1987                       | 1993                          | 2                  |
| Lithivm                   | 2003                       | 2003                          | 1                  |
| Medusa’s Spell            | 2006                       | 2008                          | 2                  |
| Megaptera                 | 1991                       | 2001                          | 2                  |
| Memorandum                | 1989                       | 1995                          | 3                  |
| Mental Destruction        | 1991                       | 1996                          | 3                  |
| Moljebka Pvlse            | 2002                       | 2002                          | 1                  |
| Morthound                 | 1991                       | 1994                          | 4                  |
| Mortiis                   | 1995                       | 1997                          | 3                  |
| Mz.412                    | 1989                       | 2006                          | 7                  |
| Negru Voda                | 2002                       | 2002                          | 1                  |
| New Risen Throne          | 2009                       | 2009                          | 1                  |
| Nod                       | 2003                       | 2003                          | 1                  |
| Nova                      | 2001                       | 2001                          | 1                  |
| Olen’k                    | 2005                       | 2005                          | 1                  |
| Ordo Equilibrio           | 1995                       | 1998                          | 4                  |
| Ordo Rosarius Equilibrio  | 2000                       | 2009                          | 7                  |
| Parca Pace                | 2005                       | 2005                          | 1                  |
| Passione Nera             | 2008                       | 2008                          | 1                  |
| P/D(B)                    | 1992                       | 1992                          | 1                  |
| Penitent                  | 1996                       | 1996                          | 1                  |
| Pimentola                 | 2007                       | 2007                          | 1                  |
| Proiekt Hat               | 1998                       | 2004                          | 6                  |
| Proscriptor               | 1995                       | 1995                          | 1                  |
| Protagonist, The          | 1998                       | 2005                          | 3                  |
| Puissance                 | 1996                       | 1998                          | 3                  |
| Rome                      | 2006                       | 2008                          | 4                  |
| Sanctum                   | 1996                       | 2004                          | 4                  |
| Sephiroth                 | 1999                       | 2005                          | 2                  |
| Skin Area                 | 2002                       | 2006                          | 2                  |
| Slogun                    | 1998                       | 1998                          | 1                  |
| Soil Bleeds Black, The    | 1996                       | 1996                          | 1                  |
| Sophia                    | 2000                       | 2002                          | 4                  |
| Spiritual Front           | 2005                       | 2005                          | 1                  |
| Stormfågel                | 2005                       | 2007                          | 2                  |
| Sturmast                  | 2007                       | 2007                          | 1                  |
| Sutcliffe Jügend          | 1998                       | 2001                          | 3                  |
| Systema                   | 1991                       | 1991                          | 1                  |
| Tombstone                 | 1995                       | 1995                          | 1                  |
| V:28                      | 2008                       | 2008                          | 1                  |
| Valefor                   | 1996                       | 1996                          | 1                  |
| Vestigial                 | 2008                       | 2008                          | 1                  |
| XXX Atomic Toejam         | 1993                       | 1993                          | 1                  |

| Цветом выделены проекты, сотрудничавшие (помимо CMI) с |
| ------------------------------------------------------ |
| Cruel Moon International                               |
| Sound Source                                           |
| Anarchy + Violence                                     |
| Death Factory                                          |
| Pain In Progress                                       |
| несколькими дочерними лейблами                         |

| Исполнитель/группа | Год выпуска первого релиза | Год выпуска последнего релиза | Количество релизов |
| ------------------ | -------------------------- | ----------------------------- | ------------------ |
| Aeterna            | 2009                       | 2009                          | 1                  |
| Atrium Carceri     | 2003                       | 2012                          | 7                  |
| Brighter Death Now | 1988                       | 2011                          | 19                 |
| Dahlia's Tear      | 2012                       | 2012                          | 1                  |
| DarkRad            | 2012                       | 2012                          | 1                  |
| Halgrath           | 2012                       | 2012                          | 1                  |
| Knifeladder        | 2009                       | 2009                          | 1                  |
| Raison d’être      | 1992                       | 2012                          | 14                 |
| Sala Delle Colonne | 2012                       | 2012                          | 1                  |
| TriORE             | 2009                       | 2009                          | 1                  |

| Цветом выделены проекты, сотрудничавшие (помимо CMI) с |
| ------------------------------------------------------ |
| Cruel Moon International                               |
| Sound Source                                           |
| Anarchy + Violence                                     |
| Death Factory                                          |
| Pain In Progress                                       |
| несколькими дочерними лейблами                         |